# Ніколетта Макіавеллі
Ніколетта Макіавеллі (іт. Nicoletta Machiavelli, 1 серпня, 1944, Стаффіоне, Модена, Італія—15 листопада 2015) — італійська акторка.

## Біографія
Повне прізвище — Рангоні Макіавеллі. Є прямим нащадком філософа та політика Нікколо Макіавеллі.
Перша роль у кіно — Доменіканджела Пірас у фільмі Луїджі Дзампа «Питання честі» (1965). Грала у фільмах італійських та французьких режисерів — Альберто Латтуади, Ліліани Кавані, Карло Лідзані, Діно Різі, Анджея Жулавського, Жоржа Лотнера. Після 1983 року в кіно не знімалася.
Зараз живе в Сан-Лазаро-ді-Савена, Болонья, Італія.

## Фільмографія
- 1966 : Наші чоловіки / (I nostri mariti) — Роберта